# 135 (numero)
Centotrentacinque (135) è il numero naturale dopo il 134 e prima del 136. 

## Proprietà matematiche
- È un numero dispari.
- È un numero composto con i seguenti divisori: 1, 3, 5, 9, 15, 27, 45, 135. Poiché la somma dei suoi divisori (escluso il numero stesso) è 105 < 135, è un numero difettivo.
- È un numero nontotiente.
- È un numero 15-gonale.
- In base 10, è divisibile per il prodotto delle sue cifre.
- È un numero di Harshad, essendo divisibile per la somma delle sue cifre.
- È parte delle terne pitagoriche (72, 135, 153), (84, 135, 159), (135, 180, 225), (135, 324, 351), (135, 352, 377), (135, 600, 615), (135, 1008, 1017), (135, 1820, 1825), (135, 3036 3039), (135, 9112, 9113).
- È un numero palindromo nel sistema di numerazione posizionale a base 6 (343) e in quello a base 7 (252).
- È un numero fortunato.
- È un numero congruente.

## Astronomia
- 135P/Shoemaker-Levy è una cometa periodica del sistema solare.
- 135 Hertha è un asteroide della fascia principale del sistema solare.

## Astronautica
- Cosmos 135 è un satellite artificiale russo.